# (5323) Fogh
(5323) Fogh – planetoida z pasa głównego asteroid okrążająca Słońce w ciągu 3,72 lat w średniej odległości 2,4 j.a. Odkrył ją 13 października 1986 roku Poul Jensen w Obserwatorium Brorfelde. Nazwa planetoidy pochodzi od Hansa Jørna Fogha Olsena (ur. 1943), duńskiego astronoma z Obserwatorium Brorfelde, i została nadana z okazji jego 60. urodzin. Przed nadaniem nazwy planetoida nosiła oznaczenie tymczasowe (5323) 1986 TL4.